# Aeropuerto Jorge Enrique González
Aeropuerto Jorge Enrique González Torres ubicado en las cercanías a la ciudad de San José del Guaviare en el departamento de Guaviare, opera varias empresas; la aerolínea estatal Satena con una frecuencia los días lunes, miércoles y sábado desde y hacia Bogotá, opera la empresa Aercaribe con dos frecuencias los días miércoles y sábado desde y hacia Mitú o vuelos chárter hacia cualquier parte del país, también opera la empresa Aliansa con vuelos hacia Miraflores, Caruru, La Chorrera y Araracuara. Este terminal aéreo ha servido de centro de abastecimiento de los helicópteros que han liberado a algunos secuestrados en la selva.

## Destinos
- Satena
  - Bogotá - Terminal Puente Aéreo

- Aercaribe
  - San José del Guaviare - Hangar Servicaribe Express S.A.

- Easyfly
  - Bogotá - Terminal Puente Aéreo

## Aeronaves
- Satena
  - ATR 42-500
- Aercaribe
  - Antonov AN-26B
- Aliansa
  - Douglas DC-3